# Drepanosauromorpha
I drepanosauri (membri del clade Drepanosauromorpha) sono un gruppo di rettili estinti vissuti tra il Carnico e il Retico del Triassico superiore, approssimativamente tra i 230 e i 210 milioni di anni fa. Le varie specie di drepanosauri erano caratterizzate da un cranio simile a quello di un uccello, un corpo a forma di barile e una coda appiattita lateralmente. Alcune specie aveva arti specializzati per afferrare e spesso code prensili simili a quelle dei camaleonti, il che indica uno stile di vita principalmente arboricolo, e probabilmente insettivoro. Alcuni studi hanno alternativamente suggerito stili di vita fossori (scavatori) e acquatici per alcuni membri. Fossili di drepanosauri sono stati ritrovati in Nord America (Arizona, Nuovo Messico, New Jersey, Utah) e in Europa (Inghilterra e Italia). Il nome deriva dal genere omonimo della famiglia, Drepanosaurus, il cui nome significa "lucertola falciforme", in riferimento agli artigli della mano fortemente inspessiti e ricurvi.
Alcuni studi hanno incluso i drepanosauri nel gruppo Avicephala, che include anche i Weigeltisauridae, un gruppo di lucertole planatrici, ma la stretta relazione tra i due gruppi è stata messa in dubbio da altri autori. La loro posizione filogenetica è spesso contestata, con alcuni studi che li considerano membri degli Archosauromorpha (e quindi più strettamente correlati agli uccelli e ai coccodrilli moderni che alle lucertole), mentre altri studi li considerano neodiapsidi basali senza alcun corrispettivo moderno.

## Descrizione

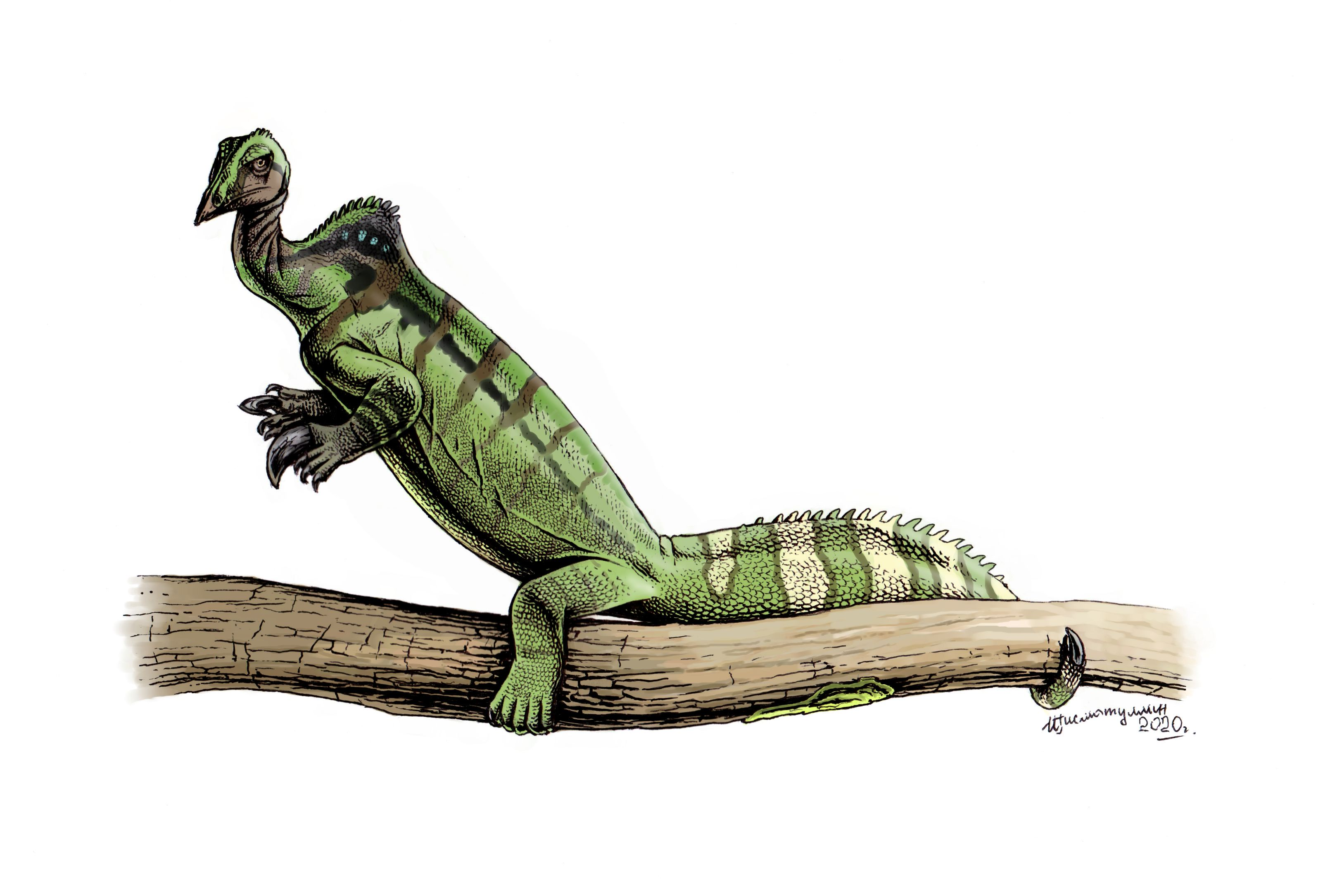
Ricostruzione artistica di Drepanosaurus

I drepanosauri sono noti per i loro caratteristici crani triangolari, che ricordano i crani degli uccelli. Alcuni drepanosauri, come Avicranium, avevano veri e propri becchi appuntiti, privi di denti, simili a quelli degli uccelli. Questa somiglianza nella morfologia del cranio con gli uccelli potrebbe aver portato all'attribuzione errata di quello che potrebbe essere un cranio di drepanosauri al potenziale "primo uccello", Protoavis.
I drepanosauri presentavano una serie di caratteristiche scheletriche bizzarre, quasi camaleontiche. Sopra le spalle della maggior parte delle specie si trovava una "gobba", formata dalla fusione delle vertebre, probabilmente utilizzata per l'attacco dei muscoli al collo e che consentiva un rapido movimento in avanti della testa (forse per catturare insetti). Molti avevano mani altamente specializzate, con due dita opposte alle restanti tre, un adattamento per afferrare i rami. Alcuni individui di Megalancosaurus (probabilmente esclusivi di maschi o femmine) avevano un dito opponibile simile a quello dei primati su ciascun piede, forse utilizzato da uno dei due sessi per una presa extra durante l'accoppiamento. La maggior parte delle specie aveva code spesse e prensili, che in alcune specie terminava con un artiglio, probabilmente utilizzato come arto extra tra i rami degli alberi. Queste code, alte e piatte come quelle di tritoni e coccodrilli, hanno portato alcuni ricercatori a ipotizzare che questi animali fossero acquatici piuttosto che arboricoli. Nel 2004, Senter respinse questa idea, mentre Colbert e Olsen, nella loro descrizione di Hypuronector, affermano che mentre la maggior parte dei drepanosauri erano probabilmente arboricoli, Hypuronector mostrava chiari adattamenti alla vita acquatica. La coda di questo genere era estremamente alta e piatta e non era prensile, molto più simile a una pinna rispetto agli altri membri del gruppo.
È stato persino ipotizzato uno stile di vita planatorio per almeno due generi: Megalancosaurus e Hypuronector. Il primo fu originariamente suggerito da Ruben et al. (1998) sulla base di caratteri simili a uccelli e proporzioni degli arti. Sebbene questa ipotesi non sia ancora stata esclusa del tutto, da allora è stata ampiamente respinta da diversi studiosi, a causa dell'anatomia goffa e camaleontica di Megalancosaurus. Hypuronector, al contrario, è più probabile che avesse uno stile di vita da planatore, come i moderni scoiattoli volanti, per via dei suoi arti anteriori allungati. Adattamenti ad uno stile di vita fossorio o legati allo scavo sono stati ritrovati in almeno tre generi: Skybalonyx, Ancistronychus e Drepanosaurus. In particolare, Drepanosaurus potrebbe essere stato particolarmente adattato allo scavo grazie agli enormi artigli delle mani, simili a quelli dei moderni formichieri. Skybalonyx possedeva artigli simili nella forma a quelli di talpe ed echidna odierni, entrambi scavatrici con rotazione omerale.

## Classificazione

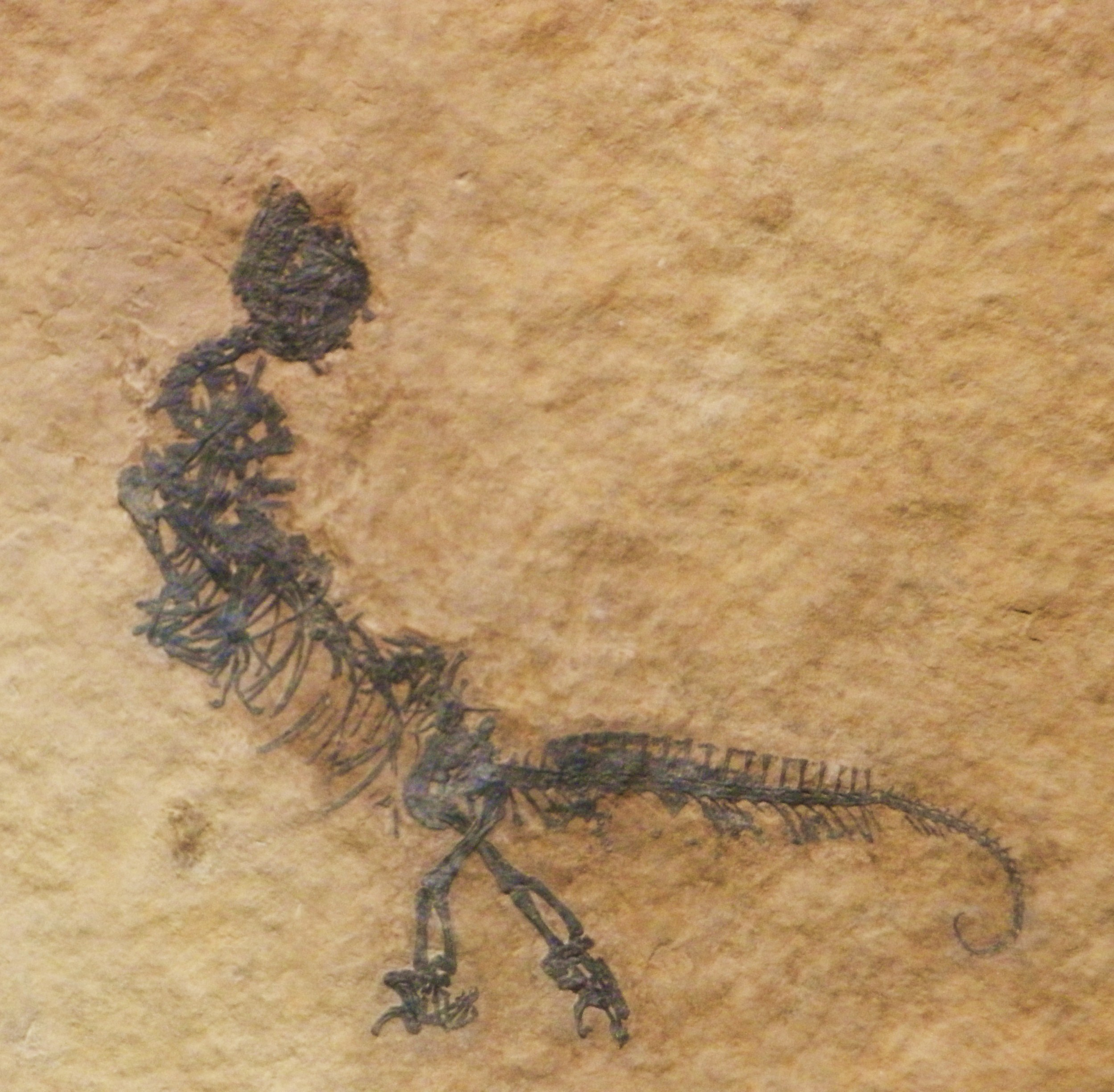
Fossile di Vallesaurus

Quando Drepanosaurus e Dolabrosaurus furono scoperti per la prima volta (rispettivamente nel 1980 e nel 1992), furono entrambi considerati lepidosauri primitivi, antenati delle lucertole moderne. Inizialmente si credeva che Megalancosaurus fosse un tecodonte (cioè un arcosauriforme) al momento della sua scoperta nel 1980, ma studi successivi lo collocarono come prolacertiforme e forse persino un antenato degli uccelli, sebbene quest'ultima ipotesi non sia stata supportata da nessuno studio successivo.
La posizione filogenetica dei drepanosauri è altamente controversa. Vari studi hanno proposto che i drepanosauri siano arcosauromorfi protorosauriani, lepidosauromorfi correlati ai kuehneosauridi, diapsidi non-sauriani correlati ai weigeltisauridi, o (più recentemente) neodiapsidi basali.

### Al di fuori dei Neodiapsida: Avicephala e Simiosauria
Uno studio del 2004 condotto da Senter collocò i drepanosauri con i coelurosauravidi (weigeltisauridi) e Longisquama in un clade chiamato Avicephala. L'analisi di Senter collocò Avicephala all'interno di Diapsida ma al di fuori dei Neodiapsida, definiti da Senter come il clade contenente "tutti i taxa filogeneticamente raggruppati tra Younginiformes e diapsidi viventi".
All'interno di Avicephala, Senter nominò il gruppo Simiosauria ("lucertole scimmia") per le forme arboricole estremamente derivate. Simiosauria fu definito come "tutti i taxa più strettamente correlati ai Drepanosauridae che a Coelurosauravus  o Sauria". Tuttavia, Renesto e colleghi (vedi sotto) scoprirono che i drepanosauridi si trovano all'interno di Sauria, il che renderebbe obsoleto il clade Simiosauria. Senter scoprì che Hypuronector, originariamente descritto come un drepanosauride, si trova in realtà appena al di fuori di quel clade, insieme al primitivo drepanosauro Vallesaurus. Scoprì anche una stretta relazione tra i drepanosauridi Dolabrosaurus e Megalancosaurus.
Il seguente cladogramma è stato proposto da Senter nella sua analisi del 2004:
|         | Drepanosaurus                                                     |
|         |                                                                   |
| unnamed | \| \| Dolabrosaurus \| \| \| \| \| \| Megalancosaurus \| \| \| \| |
|         | \| \| Dolabrosaurus \| \| \| \| \| \| Megalancosaurus \| \| \| \| |
|         | Dolabrosaurus                                                     |
|         |                                                                   |
|         | Megalancosaurus                                                   |
|         |                                                                   |

|  | Dolabrosaurus   |
|  |                 |
|  | Megalancosaurus |
|  |                 |

|         | Drepanosaurus                                                     |
|         |                                                                   |
| unnamed | \| \| Dolabrosaurus \| \| \| \| \| \| Megalancosaurus \| \| \| \| |
|         | \| \| Dolabrosaurus \| \| \| \| \| \| Megalancosaurus \| \| \| \| |
|         | Dolabrosaurus                                                     |
|         |                                                                   |
|         | Megalancosaurus                                                   |
|         |                                                                   |

|  | Dolabrosaurus   |
|  |                 |
|  | Megalancosaurus |
|  |                 |

|         | Drepanosaurus                                                     |
|         |                                                                   |
| unnamed | \| \| Dolabrosaurus \| \| \| \| \| \| Megalancosaurus \| \| \| \| |
|         | \| \| Dolabrosaurus \| \| \| \| \| \| Megalancosaurus \| \| \| \| |
|         | Dolabrosaurus                                                     |
|         |                                                                   |
|         | Megalancosaurus                                                   |
|         |                                                                   |

|  | Dolabrosaurus   |
|  |                 |
|  | Megalancosaurus |
|  |                 |

|         | Drepanosaurus                                                     |
|         |                                                                   |
| unnamed | \| \| Dolabrosaurus \| \| \| \| \| \| Megalancosaurus \| \| \| \| |
|         | \| \| Dolabrosaurus \| \| \| \| \| \| Megalancosaurus \| \| \| \| |
|         | Dolabrosaurus                                                     |
|         |                                                                   |
|         | Megalancosaurus                                                   |
|         |                                                                   |

|  | Dolabrosaurus   |
|  |                 |
|  | Megalancosaurus |
|  |                 |

Un clade contenente drepanosauridi, Longisquama e Coelurosauravus (così come Wapitisaurus) venne recuperato anche in un'analisi del 2003 condotta da John Merck; tuttavia, nell'analisi di Merck questo clade era annidato all'interno di Neodiapsida come taxon gemello di Sauria.

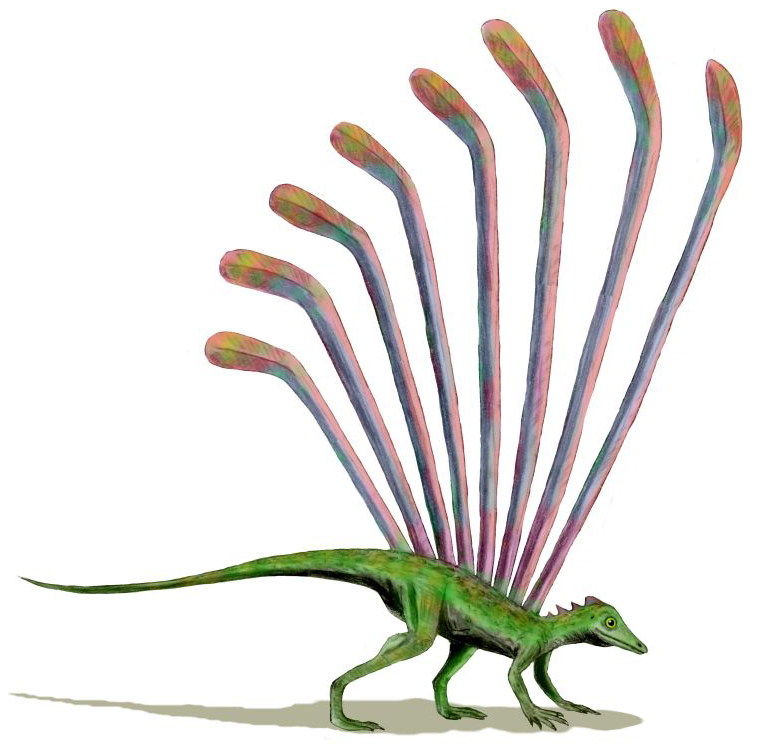
Ricostruzione speculativa di Longisquama, un possibile drepanosauro primitivo

In uno studio del 2006, Renesto e Binelli scoprirono che quando lo pterosauro Eudimorphodon veniva aggiunto alla matrice originale di Senter, veniva recuperato come un membro di Avicephala. Gli autori condussero anche una seconda analisi, questa volta basata su un set di caratteri e una matrice aggiornati assegnando punteggi ad altri caratteri precedentemente segnalati come sconosciuti e aggiungendo alcuni caratteri rilevanti. Questa analisi recuperò i drepanosauridi come il taxon gemello di Eudimorphodon; il clade contenente pterosauri e drepanosauridi fu recuperato come il taxon gemello di Archosauriformes. Longisquama e Coelurosauravus non furono trovati strettamente correlati ai drepanosauridi, ma furono invece recuperati come diapsidi non-neodiapsidi come nell'analisi di Senter. Tuttavia, è possibile che questa disposizione possa essere il risultato di una scarsa conoscenza di Longisquama piuttosto che un riflesso della sua vera posizione filogenetica. Gli autori hanno notato che ci sono somiglianze nella struttura delle regioni degli arti anteriori e delle spalle di Longisquama e di tutti o alcuni drepanosauridi (ad esempio, l'omero sia di Longisquama che di Vallesaurus è lungo quanto il quarto dito della mano). Hanno sottolineato che non potevano escludere la possibilità che almeno alcune delle somiglianze fossero convergenti a causa di comportamenti simili e che non avevano esaminato Longisquama in prima persona. Pertanto, ulteriori studi sui drepanosauridi dovrebbero prendere in considerazione l'ipotesi che Longisquama possa essere un drepanosauride.

### Come diapsidi basali
Nel 2017, Pritchard e Nesbitt hanno utilizzato un'analisi filogenetica nella loro descrizione di Avicranium, un nuovo genere di drepanosauro. Questo studio ha scoperto che Drepanosauromorpha era uno dei primi gruppi divergenti di diapsidi nell'analisi, ancora più basale dei weigeltisauridi (come Coelurosauravus), dei tangasauridi (come Hovasaurus) e dei younginidi (come Youngina). Tuttavia, non sono stati recuperati così basali come Petrolacosaurus, uno dei diapsidi più antichi e primitivi conosciuti. Sebbene i drepanosauri siano noti solo dal Triassico superiore, questa nuova scoperta suggerisce che i primi membri del lignaggio drepanosauromorfo potrebbero essersi evoluti molto prima, nel Permiano, circa 260 milioni di anni fa.
Una versione aggiornata di questa analisi, pubblicata da Spiekman e colleghi (2025), ha recuperato gli enigmatici Longisquama e Mirasaura come drepanosauromorfi basali. La seguente topologia segue lo studio di Spiekman et al. (2025), con i nomi dei cladi che seguono gli studi di Renesto et al. (2010):
|  | Longisquama |
|  |             |
|  | Mirasaura   |
|  |             |

|  | Dolabrosaurus                                                |
|  |                                                              |
|  | Megalancosaurus                                              |
|  |                                                              |
|  | \| \| Avicranium \| \| \| \| \| \| Drepanosaurus \| \| \| \| |
|  |                                                              |
|  | Avicranium                                                   |
|  |                                                              |
|  | Drepanosaurus                                                |
|  |                                                              |

|  | Avicranium    |
|  |               |
|  | Drepanosaurus |
|  |               |

|  | Dolabrosaurus                                                |
|  |                                                              |
|  | Megalancosaurus                                              |
|  |                                                              |
|  | \| \| Avicranium \| \| \| \| \| \| Drepanosaurus \| \| \| \| |
|  |                                                              |
|  | Avicranium                                                   |
|  |                                                              |
|  | Drepanosaurus                                                |
|  |                                                              |

|  | Avicranium    |
|  |               |
|  | Drepanosaurus |
|  |               |

|  | Longisquama |
|  |             |
|  | Mirasaura   |
|  |             |

|  | Dolabrosaurus                                                |
|  |                                                              |
|  | Megalancosaurus                                              |
|  |                                                              |
|  | \| \| Avicranium \| \| \| \| \| \| Drepanosaurus \| \| \| \| |
|  |                                                              |
|  | Avicranium                                                   |
|  |                                                              |
|  | Drepanosaurus                                                |
|  |                                                              |

|  | Avicranium    |
|  |               |
|  | Drepanosaurus |
|  |               |

|  | Dolabrosaurus                                                |
|  |                                                              |
|  | Megalancosaurus                                              |
|  |                                                              |
|  | \| \| Avicranium \| \| \| \| \| \| Drepanosaurus \| \| \| \| |
|  |                                                              |
|  | Avicranium                                                   |
|  |                                                              |
|  | Drepanosaurus                                                |
|  |                                                              |

|  | Avicranium    |
|  |               |
|  | Drepanosaurus |
|  |               |

|  | Longisquama |
|  |             |
|  | Mirasaura   |
|  |             |

|  | Dolabrosaurus                                                |
|  |                                                              |
|  | Megalancosaurus                                              |
|  |                                                              |
|  | \| \| Avicranium \| \| \| \| \| \| Drepanosaurus \| \| \| \| |
|  |                                                              |
|  | Avicranium                                                   |
|  |                                                              |
|  | Drepanosaurus                                                |
|  |                                                              |

|  | Avicranium    |
|  |               |
|  | Drepanosaurus |
|  |               |

|  | Dolabrosaurus                                                |
|  |                                                              |
|  | Megalancosaurus                                              |
|  |                                                              |
|  | \| \| Avicranium \| \| \| \| \| \| Drepanosaurus \| \| \| \| |
|  |                                                              |
|  | Avicranium                                                   |
|  |                                                              |
|  | Drepanosaurus                                                |
|  |                                                              |

|  | Avicranium    |
|  |               |
|  | Drepanosaurus |
|  |               |

|  | Longisquama |
|  |             |
|  | Mirasaura   |
|  |             |

|  | Dolabrosaurus                                                |
|  |                                                              |
|  | Megalancosaurus                                              |
|  |                                                              |
|  | \| \| Avicranium \| \| \| \| \| \| Drepanosaurus \| \| \| \| |
|  |                                                              |
|  | Avicranium                                                   |
|  |                                                              |
|  | Drepanosaurus                                                |
|  |                                                              |

|  | Avicranium    |
|  |               |
|  | Drepanosaurus |
|  |               |

|  | Dolabrosaurus                                                |
|  |                                                              |
|  | Megalancosaurus                                              |
|  |                                                              |
|  | \| \| Avicranium \| \| \| \| \| \| Drepanosaurus \| \| \| \| |
|  |                                                              |
|  | Avicranium                                                   |
|  |                                                              |
|  | Drepanosaurus                                                |
|  |                                                              |

|  | Avicranium    |
|  |               |
|  | Drepanosaurus |
|  |               |